# Сунчев брег
Сунчев брег (буг. Слънчев бряг; Слнчев брјаг) је летовалиште које се налази на југоистоку Бугарске на само 30 km северно од Бургаса. Ово најмодерније летовалиште на Црном мору смештено је у 8 km дугом пешчаном заливу који формира полумесец, окренут на исток. Северна део летовалишта благо се уздиже уз последње обронке Старе планине, где се граничи са градићем Свети Влас. На јужни део практично се наставља нови Несебар у чијем је продужетку полуострво на којем се налази древни град Несебар, који је под заштитом UNESCOa.

## Историја и инфраструктура
Пројектовање одмаралишта Сунчев брег започето је 1957, а сама изградња започиње јуна 1958. по наредби Министарског савета НРБ-а. Заједно са изградњом комплекса почиње и пројектовање зелених површина. При озелењавању донесено је преко 550.000 кубних метара плодног земљишта, засађено је 300 000 како четинарских тако и лишћарских садница дрвећа, 770 000 садница украсног шибља, 100 000 ружа, 200 000 бусена траве, за шта је уложено преко 150 000 000 лева.
У периоду од 1959-1988. у летовалишту је одсело 7 699 100 туриста, од чега је 5 162 600 страних и 2 536 590 бугарских грађана. 1989. Сунчев брег располагао је са 108 хотела с преко 27 000 кревета и преко 130 ресторана, забавних објеката, ноћних клубова, барова и дискотека, кафе-посластичарница и аперитив барова. Његов брз раст учинио га је највећим одмаралиштем бугарског приморја. На југу Сунчев брег једноставно је срастао с новим делом града Несебар. Међународни аеродром Бургас налази се на 36 km од Сунчевог брега, а лука и железничка станица Бургас на 40 km. Постоје редовне аутобуске линије са регионалним центром Бургасом (40 km) и градом Варна који се налази на 90 km северно од летовалишта. У одмаралишту се врши еколошки чист унутрашњи транспорт - мини возовима, бициклима и трициклима а од скора и мотоциклима на батерије. Одмаралиште располаже са пешчаном плажом дужине око 10 km и ширине од 30 па и до 100м, која је целом својом дужином од ситног, златножутог песка, у чијим заштићеним деловима расту 16 врсти ретких трава.
У оквиру летовалишта изграђени су и паркови. Климатски услови су јако пријатни са 1700 сунчаних часова од маја до октобра. Капацитет самог летовалишта је преко 350 000 кревета. А све поменуто употпуњује се садржајима попут: сурфинга, скијања на води, једрења, тениса, куглања, јахања, а са 3 аквапарка и многобројним отвореним и затвореним базенима и мини-голфом Сунчев брег својим гостима пружа интересантнији и несвакидашњи одмор. 
Сунчев брег је познат по добром проводу како на улицама тако и у ресторанима, и ноћним клубовима. У летовалишту се одржава међународни фестивал забавне музике Златни Орфеј, дани симфонијске музике, део међународног фолклорног фестивала, модне ревије, различите журке на плажи. Након што је отворена магистрала „Црно море“ и реновиран и знатно скраћен ауто-пут Софија-Бургас, Сунчев брег постао је један од најдоступнијих одмаралишта на Црном мору.

## Развој и проток туриста
Гласине о Сунчевом брегу као рају за породични одмор, у ком влада мир и тишина једноставно су историја. Модернизација старог социјалистичког одмаралишта је евидентна. То је довело до прилива туриста из читаве Европе који овде уживају у свему ономе што пружају најмодерније светске туристичке дестинације. Али ипак претерано модернизовање и ширење је 2005. године довело до великог броја непопуњених капацитета а даље ширење летовалишта је заустављено до 2015. године.
Очаравајући пејзажи дина са дивљим цвећем и густе шуме бесповратно су уништени, а предизградња претворила је Сунчев брег у читав град, коме предстоји потреба да се ревидирају територијално-административни планови. Само летовалиште добија изглед својеврсног Лас Вегаса са све гласнијим дискотекама и казинима, које вру током сезоне, а каткад делују језиво током зимског периода. Тако да цео овај део бугарског приморја има све више изражен конгломерат градске средине у који се укључују и Равда и Елените па чак и Ахелој на југу.